# Danny Salazar
Daniel Dariel Salazar del Rosario (né le 11 janvier 1990 à Saint-Domingue, République dominicaine) est un lanceur droitier des Ligues majeures de baseball jouant avec les Indians de Cleveland.

## Carrière
Danny Salazar signe son premier contrat professionnel en 2006 avec les Indians de Cleveland. 

### Saison 2013
Il fait ses débuts dans le baseball majeur avec Cleveland le 11 juillet 2013. À cette occasion, il est lanceur partant face aux Blue Jays de Toronto, à qui il n'accorde aucun coup sûr avant la sixième manche, et remporte sa première victoire. Ses 7 retraits sur des prises, réussis en 6 manches au monticule, sont le plus grand nombre par un lanceur pour son premier match avec les Indians depuis les 11 enregistrés par Luis Tiant le 19 juillet 1964. En 10 départs, Salazar maintient une moyenne de points mérités de 3,12 en 52 manches lancées, au cours desquelles il enregistre 65 retraits au bâton. Sa fiche est de deux victoires et trois défaites. Les Indians le choisissent pour être leur lanceur partant dans le match sans retour qui sonne le coup d'envoi des séries éliminatoires 2013.

### Saison 2014
Le 10 avril 2014 contre les White Sox de Chicago, Salazar établit un étrange record en réalisant 10 retraits sur des prises dans un match qu'il quitte après seulement 3 manches et deux tiers lancées. Il bat le précédent record de 10 retraits sur des prises en 4 manches par Felix Hernandez le 22 septembre 2013.